# Жалис
Жалис (порт. Jales) — муниципалитет в Бразилии, входит в штат Сан-Паулу. Составная часть мезорегиона Сан-Жозе-ду-Риу-Прету. Входит в экономико-статистический микрорегион Жалис. Население составляет 49 749 человек на 2006 год. Занимает площадь 368,757 км². Плотность населения — 134,9 чел./км².
Праздник города — 15 апреля.

## История
Город основан в 1941 году.

## Статистика
- Валовой внутренний продукт на 2003 составляет 325.340.350,00 реалов (данные: Бразильский институт географии и статистики).
- Валовой внутренний продукт на душу населения на 2003 составляет 6.761,72 реалов (данные: Бразильский институт географии и статистики).
- Индекс развития человеческого потенциала на 2000 составляет 0,804 (данные: Программа развития ООН).

## География
Климат местности: тропический. В соответствии с классификацией Кёппена, климат относится к категории Aw.